# Challenger Britania Zavaleta 1998
Il Challenger Britania Zavaleta 1998 è stato un torneo di tennis facente parte della categoria ATP Challenger Series nell'ambito dell'ATP Challenger Series 1998. Il torneo si è giocato a Puebla in Messico dal 16 al 22 novembre 1998 su campi in cemento.

## Vincitori

### Singolare
Vladimir Volčkov ha battuto in finale  Christophe Rochus per 6–3, 6–3.

### Doppio
Alejandro Hernández /  Mariano Sánchez hanno battuto in finale  Bernardo Martínez /  Gouichi Motomura per 7–6, 7–6.